# Заксельн
Заксельн (нем. Sachseln) — коммуна в Швейцарии, в кантоне Обвальден.
Население составляет 5145 человек (на 31 декабря 2020 года). Официальный код — 1406.

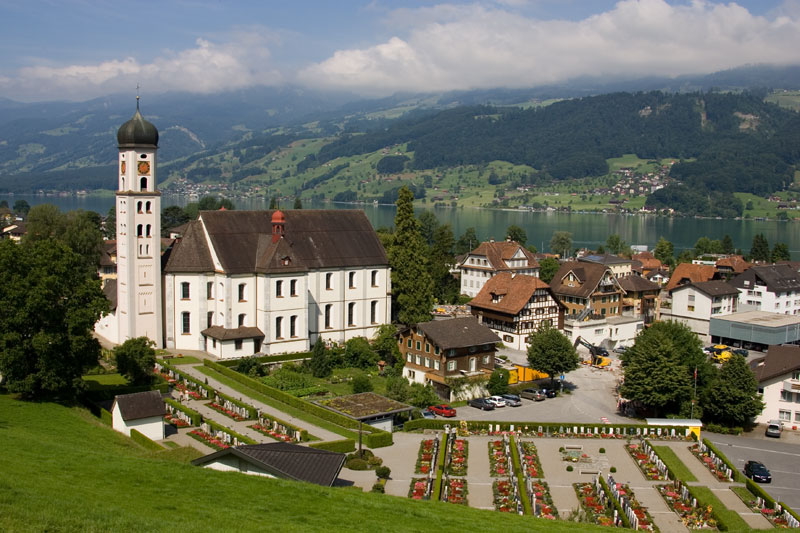
Заксельн

## История
Заксельн впервые упоминается в 1173 году как Заксслен.

## География
Площадь Заксельна по состоянию на 2006 год составляла 53,8 км². Из этой площади 45,4 % используется в сельскохозяйственных целях, в то время как 39,4 % покрыто лесами. Из остальной части земли 3,1 % заселено (здания или дороги), а остальная часть (12,1 %) непродуктивна (реки, ледники или горы).

## Демография
Население Заксельна (по состоянию на 31 декабря 2020 года) составляет 5145 человек. По состоянию на 2007 год 13,4 % населения составляли иностранные граждане. За последние 10 лет численность населения выросла на 8,7 %. Большая часть населения (по состоянию на 2000 год) говорит на немецком языке (92,8 %), на втором месте по распространенности — сербохорватский (1,5 %), на третьем — португальский (1,1 %). По состоянию на 2000 год гендерное распределение населения составляло 49,6 % мужчин и 50,4 % женщин.
Историческая численность населения приведена в следующей таблице:
| Год  | Население |
| ---- | --------- |
| 1799 | 1,250     |
| 1837 | 1,358     |
| 1850 | 1,506     |
| 1880 | 1,701     |
| 1900 | 1,628     |
| 1950 | 2,423     |
| 1960 | 2,721     |
| 1970 | 3,059     |
| 1980 | 3,406     |
| 1990 | 3,690     |
| 2000 | 4,241     |
| 2007 | 4,542     |
| 2014 | 5,044     |
| 2020 | 5,145     |